# Orectochilus yayeyamensis
Orectochilus yayeyamensis is een keversoort uit de familie van schrijvertjes (Gyrinidae). De wetenschappelijke naam van de soort is voor het eerst geldig gepubliceerd in 1971 door Satô.